# Апостолюк Владислав Володимирович
Апостолюк Владислав Володимирович (нар. 13 березня 1998, Херсон, Україна) — український футболіст, півзахисник херсонського «Кристалу».

## Кар'єра
На молодіжному рівні Владислав Апостолюк почав виступати за аматорський «Локомотив» з Києва. Далі були чотири роки, проведені в академії столичного «Динамо» і один сезон в молодіжній команді футбольного клубу «Мукачево».
У березні 2017 року Апостолюк на правах вільного агента перейшов до «Попрада» з другого дивізіону Словаччини, звідки у серпні до кінця року був відданий в оренду до «Вранова».
Зкову як вільний агент Владислав перейшов до донецького «Олімпіка» у березні 2018 року. В українській Прем'єр-лізі півзахисник дебютував 19 травня 2018 року, провівши 90 хвилин на полі у матчі проти «Олександрії».
Навесні 2019 року Апостолюк перейшов до херсонського «Кристала» з Другої ліги.